# Jim Lawless
Hugh James „Jim“ Lawless (* 18. Februar 1934 in Woolwich, London) ist ein britischer Jazz- und Sessionmusiker (Perkussion).
Lawless hatte drei Jahre Klavierunterricht und absolvierte eine Ausbildung als Elektroniker. Seine Musikerkarriere begann er auf Empfehlung von Ronnie Scott 1960 bei Eric Delaney. Er arbeitete als Orchester- bzw. Theatermusiker 1963–65 im Hammersmith Palais, Lyceum Theatre und im Leicester Square. Ab Mitte der 1960er war er als freischaffender Musiker für Studios, Film und Rundfunk tätig und gehörte Anfang der 1970er Jahre zum Easy-Listening-Projekt Apollo 100. In späteren Jahren ging er mit George Shearing bzw.  mit Charlie Watts auf Tournee durch die Vereinigten Staaten. Unter eigenem Namen legte er das Album Sounds Interesting vor. Er war an Plattenaufnahmen u. a. des London Symphony Orchestra, des Royal Philharmonic, der Bigband C.C.S. und der BBC Big Band, außerdem von Ted Heath, Jack Parnell, Stéphane Grappelli, Bob Parnow, Joe Loss, George Shearing, Henry Mancini, Mel Tormé, Peggy Lee, Lena Horne, Nelson Riddle, Kiri Te Kanawa, Lulu, The Beatles und Tom Jones beteiligt.